# Danny Day
Danny Day (5 de outubro de 1972) é um desportista australiano que competiu no ciclismo na modalidade de pista, especialista nas provas de velocidade por equipas e tandem.
Ganhou três medalhas no Campeonato Mundial de Ciclismo em Pista entre os anos 1993 e 1998.

## Medalheiro internacional
| Campeonato Mundial | Campeonato Mundial | Campeonato Mundial | Campeonato Mundial     |
| Ano                | Lugar              | Medalha            | Competição             |
| ------------------ | ------------------ | ------------------ | ---------------------- |
| 1993               | Hamar ( Noruega)   | Medalha de prata   | Tandem                 |
| 1997               | Perth ( Austrália) | Medalha de bronze  | Velocidade por equipas |
| 1998               | Bordéus ( França)  | Medalha de prata   | Velocidade por equipas |